# Leadership authentique
Le leadership authentique désigne une manière particulière de pratiquer « le leadership » en entreprise. Celle-ci est fondée sur l'authenticité des personnes, c'est-à-dire leur capacité à agir en conformité avec leurs aspirations, leur système de valeurs et l'image qu'ils renvoient d'eux-mêmes auprès de leurs collaborateurs. La notion, depuis son apparition dans les années 1960, fait néanmoins l'objet d'interprétations différentes et potentiellement contradictoires. Aucune ne fait consensus et la notion continue d'être débattue et complétée par une approche praticienne davantage que théorique.

## Contexte
L’imprévisibilité de l’environnement économique, les nombreuses incertitudes liées aux crises successives ou la révolution numérique sont autant de raisons qui imposent de repenser la pratique du leadership au sein des organisations. Entre recherche de performance et d’innovation et soucis du bien-être des personnes dans leur environnement de travail sur fond de responsabilités sociale et environnementale des entreprises, de nouvelles pratiques de leadership ont émergé ces vingt dernières années et parmi elles, celle du leadership « authentique ». Le terme leadership prend sa racine de l’anglais to lead signifiant mener ou guider. Faire preuve de leadership c'est démontrer une capacité à mener un projet, à guider les collaborateurs qui travaillent à sa mise en œuvre et à inspirer de façon à générer leur engagement, celui des salariés ou des collègues.
Le leadership décrit avant tout une manière d'être en relation entre celui qui porte un projet, en montre le sens et recherche l'adhésion de ceux qui l'entourent et celui à qui ce projet est proposé, qui en reçoit le sens et s'engage dans le sillage du porteur de projet. La manière de considérer la relation se révèle donc déterminante pour caractériser le leadership mis en œuvre. Dans la très grande variété des publications à ce propos, il est possible de dégager deux axes majeurs. Une première forme de définition se concentre ainsi sur la capacité du leader à influencer des followers à la poursuite d’un but. C'est la notion d'influence, au sens de capacité à obtenir l'adhésion de personnes cibles, qui prédomine. La relation est conçue comme un rapport de force dans un contexte de concurrence. Le leader est celui qui réussit à obtenir l'adhésion d'un autre, ce dernier étant considéré avant tout comme un individu à convaincre.
Une autre acception du leadership se structure sur une vision plus large de la relation comme « espace de croissance mutuelle ». L'autre est reçu comme l'occasion d'un enrichissement, à la fois pour le leader et pour celui qui agit à son contact. La relation est alors cultivée en tant que vecteur de connaissance de soi, révélatrice d'identité comprenant les forces, les faiblesses, les talents et les vulnérabilités de chacun. Cette compréhension du leadership invitant à une relation entre pairs vers davantage de sens, de développement et de confiance partagés signe le caractère authentique.
Étymologiquement, l'adjectif « authentique » est utilisé en référence aux manuscrits qui servaient de modèle aux reproductions réalisées par les copistes à partir du XIIIe siècle. La conformité de la structure et du contenu des copies à l’original faisait foi et leur conférait force d’autorité. De manière analogue, le leader authentique tire la légitimité de son autorité de la conformité de ses actes à la nature profonde de sa personne, des personnes et des collégialités avec lesquelles il interagit. Son but est d’agir selon sa conscience à partir de ce qu’il porte de meilleur en lui. Cette approche présuppose l’idée qu’une action en conscience génère des cercles vertueux là où elle est mise en œuvre. Largement adoptée par de nombreux dirigeants et coachs en leadership, qui reconnaissent en elle une alternative aux approches plus transactionnelles (prédominance de l’objectif) ou comportementales (prédominance du faire), cette approche se focalise sur la mobilisation des personnes en ce qu’elles sont (prédominance de l’être). L’attrait pour le leadership authentique en fait un sujet d’étude de plus en plus fréquent dans les recherches académiques consacrées au leadership. D’une notion émergente dans les années 2000, elle s’impose désormais en tant que pratique à part entière, en résonance profonde avec les aspirations professionnelles actuelles à plus de sens, de respect mutuel et d’attention pour notre planète.
Malgré la popularité de l’approche, de nombreux articles fondateurs de la notion ont néanmoins été remis en question en raison d’un doute concernant la pertinence de leurs données de référence ou l’incapacité des auteurs à fournir des sources fiables. De plus, d’éminents chercheurs ont soulevé des réserves à l’encontre des structures du modèle, critiqué pour « la fragilité de ses bases théoriques et philosophiques, ses raisonnements tautologiques, la faiblesse des recherches empiriques, l’absurdité de ses instruments de mesure, ses informations dépourvues de matière et la vision simpliste de la vie en entreprise qu’il traduit. » Ces critiques mettent en évidence l’enjeu actuel du leadership authentique à savoir faire communiquer une méthode démontrant une efficacité empirique avec une explication théorique rigoureuse.

## Histoire
La notion d’« authenticité », relative à une cohérence entre un principe intérieur et une manifestation extérieure, est ancienne. On la retrouve dans l’importance que les anciens accordaient à se savoir dépositaire de sa propre vie, ainsi que dans la sentence socratique désormais universelle : « connais-toi toi-même ». À partir des années 1960, la problématique d’être soi-même, d’être authentique au sein du cadre professionnel émerge. L’authenticité se présente comme une variable qui permet d’expliquer plusieurs comportements sociopsychologiques au sein du milieu professionnel. Andrew W. Halpin et David B. Croft définissent l’authenticité comme étant « l’apport de son propre style à la mise en œuvre d’un rôle, les rôles professionnels restant secondaires par rapport à ce que l’individu est en tant qu’être humain ; ou, à l’inverse, l’inauthenticité comme étant l’utilisation de son rôle comme un manteau protecteur pour cacher le manque d’identité personnelle ; ou la mise en œuvre d’un rôle avec un déni de soi. »
La notion d’authenticité se tourne alors vers l’analyse des comportements des leaders. James E. Henderson et Wayne K. Hoy poursuivent les travaux de Halpin et Croft en proposant une première définition comportementale du leader authentique mettant l’accent sur la prééminence du leader sur son rôle, la non-manipulation des subordonnés et l’acceptation de la responsabilité personnelle et organisationnelle comprenant l’acceptation de ses erreurs. Au cours de leurs travaux, ils construisent une première mesure de l’authenticité d’un leader, Leader Authenticity Scale, composée de 32 items.
Le courant de recherche autour des pratiques de leadership se tourne vers un leadership dit « positif », soucieux du bien-être des salariés, des conditions de développement et des moyens d’inspiration utilisés pour susciter l’engagement des collaborateurs. Warren Bennis, maître à penser du leadership aux États-Unis dans les années 1970 et conseiller des présidents Kennedy, Johnson, Ford et Reagan, présente l’authenticité comme la solution aux problèmes de leadership que les différentes crises économiques font émerger.
À la fin des années 1990, le leadership authentique est donc en pleine émergence au sein des milieux universitaires anglo-saxons. En 1999, Bernard M. Bass décrit pour la première fois le leader authentique en comparaison du leadership de transformation. Il définit le leader authentique en opposition à une pseudo-transformation qui se voudrait simplement fantaisiste et narcissique. L’influence idéalisée, la motivation inspirée, la stimulation intellectuelle et la considération individualisée sont présentées comme les composantes du leadership transformationnel authentique. En 2003, F. Luthans et  B.J. Avolio définissent le leadership authentique dans les organisations comme « un processus qui s'appuie à la fois sur des capacités psychologiques positives et sur un contexte organisationnel très développé, ce qui entraîne à la fois une plus grande conscience de soi et des comportements positifs autorégulés de la part des leaders et de leurs collaborateurs, favorisant ainsi un développement personnel positif […] Le leader authentique est fidèle à lui-même et le comportement qu'il adopte transforme positivement ou développe les associés en leaders eux-mêmes. » Ils créent un modèle de développement du leadership authentique fondé sur des capacités psychologiques positives nées de l’expérience personnelle et d’un contexte organisationnel positif le tout permettant un développement personnel positif jusqu’à acquérir des vertus de leader authentique. Ce premier article de création d’un modèle théorique du leadership authentique appelle à construire des structures et des processus permettant le développement du leadership authentique.
En 2005, le leadership authentique est le thème de la revue The Leadership Quarterly et du Journal of Management Studies. L’engouement grandissant autour de cette approche du leadership entraîne une multiplication des publications. La dispute universitaire sur le leadership authentique se joue sur les termes qui définissent le leadership authentique, les caractéristiques du leader authentique. Boas Shamir et Galit Eilam ont proposé une nouvelle définition du leader authentique et du leadership authentique. Ils affirment ainsi que le leader authentique acquiert ses caractéristiques en construisant, développant et révisant sa propre histoire. Le développement du leader authentique implique donc un développement de l’identité du leader fondée sur une importante connaissance de soi, un développement de ses propres buts, de ses propres concepts, de ses valeurs et convictions et la cohérence entre son comportement et ses valeurs. Le rôle du récit de vie est central dans cette définition. Elle trouve son originalité dans l’absence de dimension morale donnée aux valeurs et convictions du leader. Le leadership authentique ne pourra être jugé que sur l’authenticité du leader et l’adhésion authentique des collaborateurs.
Dans cette même revue, Bruce J. Avolio et William L. Gardner publient un article recensant les différentes formes et définitions autour du concept de leadership authentique. Une description détaillée des composantes de la théorie du leadership authentique est présentée. Ils réaffirment la perspective morale positive du leadership authentique. Ils considèrent que le développement du leader authentique coïncide avec le développement d’un leadership authentique s’appuyant sur la construction de relations authentiques entre le leader et ses collaborateurs. Cette dimension est mise au second plan et n’est pas constitutive du développement du leader authentique chez Shamir & Eilam (2005). Les composantes d’un leadership authentique sont : des capacités psychologiques positives, des perspectives morales positives, la conscience de soi chez le leader, l’autorégulation du leader, des comportements de leadership, le développement des collaborateurs, un contexte organisationnel. L’ajout de cette dimension comportementale avec des caractéristiques dites positives devient la norme dans la définition du leadership authentique. Cette dimension est critiquée par les opposants au leadership authentique car elle viendrait en contradiction avec la notion d’authenticité du leader.
En 2008, Walumbwa, Avolio, Garner et al. publient dans Journal of Management une nouvelle définition du leadership authentique cherchant à donner des critères d’évaluation clairs du leadership authentique. Se fondant sur les études précédentes, les concepts de psychologie positive, de sociologie, les auteurs définissent le leadership authentique comme « des patrons de comportements émis par le leader qui font appel aux capacités psychologiques positives et de promotion de climat éthique positif dans le but d’élever la conscience de soi, de favoriser la perspective morale internalisée, d’utiliser le traitement équilibré de l’information et d’encourager la transparence relationnelle, et ce, par le biais d’échange entre le leader et ses collaborateurs. » Cette définition comportementale a donné naissance au QLA (Questionnaire du Leadership Authentique) pour mesurer le leadership authentique selon seize critères regroupés en quatre classes correspondant aux quatre aspects du leader authentique définis ci-dessus.
Aujourd’hui encore[Quand ?], ce questionnaire continue de faire autorité. De nombreuses études se fondent sur lui pour affirmer le lien positif entre le leadership authentique et le bien-être au travail (Katia Nelson, 2013) ou bien l’efficacité du leadership authentique dans les relations leader-membre dans un contexte de diversité culturelle (Julie Sylvestre, 2010). Alors que des caractéristiques comportementales constituent les différentes définitions du leadership authentique, les chercheurs appellent à une augmentation des recherches anthropologiques et philosophiques autour de ce nouveau concept. De nombreux liens ont ainsi été élaborés entre le leadership authentique et le courant existentialiste  (Benoît Cherré et Nathalie Lemieux, 2019). Un courant de recherche se fonde sur l’existentialisme et sur les écrits et pensées du philosophe existentialiste Jean-Paul Sartre qui s’interroge sur la question de l’identité de la personne. Les thèmes de la pensée existentialiste sont utilisés pour servir de base à une exploration plus poussée du leadership authentique. Le projet d’un leadership authentique est alors vu comme l’expression de la liberté de soi et de celle d’autrui pour un projet moral dépassant une situation concrète.
En 2003, Bill George, professeur à Harvard Business School et ancien PDG de la société Medtronic publie Authentic leadership : Rediscovering the secrets to creating lasting value. Son ouvrage est fondé sur sa propre conception du leadership et sur son expérience personnelle. Il exprime dans son livre la nécessité de vivre en leader authentique pour créer une véritable plus-value au sein des entreprises. Il entame ainsi le développement d’une nouvelle stratégie du développement du leadership authentique à mettre en place durablement dans les entreprises. À travers son expérience de PDG de Medtronic, Bill George observe cinq traits du leader authentique : il poursuit un objectif avec passion, il met en pratique des valeurs solides, il dirige avec la tête et le cœur, il construit des relations solides et fait preuve d’autodiscipline. Il crée une méthode fondée sur l’importance de la connaissance de soi pour acquérir ces cinq caractéristiques. En 2007, il publie True North : Becoming an Authentic Leader. Dans son ouvrage, construit sur des interviews de 125 leaders, il offre un programme concret de formation pour devenir un leader authentique et montre comment utiliser ses qualités naturelles de leader pour agir en conscience. Le True North est une combinaison de valeurs, de croyances, de sens, de ce qui est vrai pour le leader, « c’est le compas moral ». Le leadership authentique est alors vu comme un long apprentissage de connaissance de soi et de mise en pratique de valeurs et comportements qui sont propres au leader. Bill George poursuit ses recherches sur le leadership authentique en éprouvant ses méthodes avec l’Executive Master Authentic Leadership Development à la prestigieuse Harvard Business School. En 2015, il publie ainsi Discover Your True North, à partir de l’interview de 101 leaders formés à son MBA. Il révèle que chaque expérience est une nouvelle occasion d’exercer un eadership authentique. Les leaders authentiques sont plus aptes à apprendre de nouvelles situations en engageant leur « vrai moi ». À la suite des publications de Bill George et à divers appels à la recherche sur le thème du leadership authentique, le concept connaît un gain d’intérêt parmi les universitaires et les praticiens.
En 2013, François-Daniel Migeon dirigeant exposé à des contextes de transformation aussi nombreux que variés publie l’ouvrage Leader authentique, fruit de la formalisation théorique  d’une méthode empirique éprouvée auprès des dirigeants et des collégialités dirigeantes d'entreprises. Sa conception du leadership authentique se structure sur trois axes majeurs, les « fondamentaux du leadership authentique » : le leader se reconnaît par sa capacité à faire émerger un sens partagé, à entretenir des relations mutuellement développantes et à inspirer confiance. Dans cette approche, la dimension collégiale du leadership authentique est définie comme la conséquence naturelle du leadership personnel. Le leadership personnel se déploie alors à l’échelle de l’équipe puis à l’échelle de l’écosystème complet pour finalement créer un écosystème authentique pérenne.

## Définitions et critiques
Dans un premier temps, la relative immaturité de la notion au sens théorique du terme a permis la coexistence de plusieurs définitions du leadership authentique, chacune ayant ses singularités. Cinq temps peuvent être mis en évidence depuis les descriptions précédentes. Tout d’abord, les définitions autour du leadership authentique ont tenté d’expliquer un phénomène psychosocial, celui de personnes qui débordent du cadre de leur fiche de poste, qu’elles concevaient à la manière d’un rôle à interpréter. Attirés par ce phénomène, les chercheurs en management ont entamé une description de ceux qui en étaient la plus évidente manifestation : les « leaders ». Cette description des attributs du « leader authentique » fut menée jusqu’à la modélisation dans un but de reproduction et de mise en œuvre d’un leadership dit « authentique ». Mais le développement de méthodes s’est accompagné de critiques sur le paradoxe consistant à encadrer l’authenticité en proposant des patrons d’action pour forger un comportement original. Des propositions alternatives et des tentatives de modification ont vu le jour pour essayer de sortir de l’écueil d’une définition stricte de l’authenticité et du piège de sa mesurabilité.
À partir des problématiques énoncées dans les années 1960–1970, les auteurs ont cherché  à caractériser le leadership authentique avec des critères explicites dans le but de mesurer et donner des outils aux managers pour développer ce leadership. On a ainsi observé un affinement voire une volonté de préciser ce qui était entendu dans la définition d’Andrew W. Halpin et David B. Croft qui définissent l’authenticité comme étant « l’apport de son propre style à la mise en œuvre d’un rôle, les rôles professionnels restant secondaires par rapport à ce que l’individu est en tant qu’être humain ; ou, à l’inverse, l’inauthenticité comme étant l’utilisation de son rôle comme un manteau protecteur pour cacher le manque d’identité personnelle ; ou la mise en œuvre d’un rôle avec un déni de soi. » Cette définition peut être illustrée par le rôle de l’acteur au théâtre. Un rôle lui est imposé, le contraint. Tout son art consiste en l’appropriation de ce rôle et en sa transformation pour permettre à l’acteur de faire déborder son identité. Le rôle est l’outil qui permet à l’acteur de s’exprimer et de magnifier son jeu.
Le socle commun des définitions qui émergent autour du leadership authentique s’entend sur la nécessité de vivre en tant que leader selon ses propres valeurs, ses propres comportements impliquant une connaissance aigüe de soi. Cette composante est exprimée à la fois par Luthans et Avolio (2003), Shamir et Eilam (2005), Avolio et Gardner (2005) et Bill George. Walumbwa, Avolio, Gardner et al. définissent le leadership authentique comme « des patrons de comportements émis par le leader qui font appel aux capacités psychologiques positives et de promotion de climat éthique positif dans le but d’élever la conscience de soi, de favoriser la perspective morale internalisée, d’utiliser le traitement équilibré de l’information et d’encourager la transparence relationnelle, et ce, par le biais d’échange entre le leader et ses collaborateurs. » Cette définition moins centrée sur les valeurs développées par le leader souhaite poser des critères plus tangibles pour mesurer le leadership authentique via le QLA. Le rôle des valeurs du leader se joue dans « le but d’élever la conscience de soi et de favoriser une perspective morale internalisée ». Cette définition fait appel aux « capacités psychologiques positives » du leader.

### De l’opérationnalisation à l’autoconstruction
Cette volonté de vouloir opérationnaliser la notion de leadership authentique a eu pour conséquence d’enfermer la définition de l’authenticité dans une série de critères quantifiables. C’est ainsi qu’est né le une première contradiction de l’authenticité mettant en évidence le contre-sens à vouloir quantifier le caractère purement qualitatif de l’identité à soi. Cette première forme de critique a donc eu le mérite de mettre en évidence l’écueil de la mesure rigide. Mais le mouvement inverse génère l’écueil opposé qui consiste à fonder l’authenticité de son leadership sur une vision radicale de la « conformité à soi », sur son unique système de valeurs et de comportements sans se confronter à l’influence de la réalité extérieure.
D. Nyberg et S. Sveningsson ont donc cherché à comprendre comment l’idéal d’authenticité est vécu lorsque les leaders expérimentent des situations organisationnelles conflictuelles. En effet, en de pareils cas, le leader authentique cherchant à être un « bon » leader est tenté par la restriction de son authenticité en tant que « conformité à soi » pour se conformer à la vision idéalisée du « bon leader » qu’il projette, et être perçu comme tel. Cette injonction contradictoire entre l’authenticité et le fait d’être un bon leader crée des tensions d’identité chez le leader. D. Nyberg et S. Sveningsson sont ainsi représentatifs des auteurs qui remettent en cause la définition du leadership authentique fondée sur l’unique mise application de ses propres traits de caractère et de ses propres valeurs. Cette définition semble privilégier l’individu et le raisonnement selon ses propres convictions sans prendre en considération l’influence du contexte et des réalités extérieures. En cas de divergence entre la situation vécue, les nécessités opérationnelles et les valeurs du leader se retrouve en cas de conflit identitaire.
C’est pourquoi, les auteurs proposent alors une approche « non plus implicitement essentialiste mais constructiviste de l’authenticité ». Être authentique serait chercher la cohérence de ses attitudes dans son parcours pour en retracer le fil directeur, celui-là même qui permet de révéler son identité au leader, plutôt que de déployer son identité préconçue, c’est-à-dire idéalisée, au terme d’une recherche introspective de soi.

### Mythe du «bon» leader
Construire son propre récit, ou l’interpréter, apparaît comme la solution pour contrer un idéalisme dans l’exercice du leadership et les injonctions contradictoires qui en résultent. Cependant, et malgré son intention première, cette démarche demeure soumise au biais de l’idéalisme par ce qu’il convient d’appeler « le positivisme du chef ». La nature « positive » du leadership authentique est fréquemment présupposée, à la façon dont les articles de Walumbwa, Luthans, Gardner, Avolio le font remarquer. Déjà repoussé par Shamir et Eilam (2005) de leur définition, ce qualificatif est critiqué par Nyberg et Sveningsson dénonçant une justification tautologique : « Le leadership authentique est bon car le bon leadership est authentique. » Cette tautologie se fonde vraisemblablement sur une utilisation de l’authenticité dans son acception étymologique de « conformité à l’origine ». Le bon leader est naturellement authentique car l’homme, dans son état naturel, est présupposé bon, coopératif, sans rivalité avec son prochain, capable d’entretenir des relations saines sans avoir à faire d’effort en particulier.
Ces caractéristiques rappellent celles que Jean-Jacques Rousseau prêtait au « bon sauvage », naturellement social et bon à l’origine, devenant ainsi le modèle que nous[Qui ?] avons à suivre dans la nôtre marche vers l’authenticité, en dépit des structures sociales qui corrompent cette bonté originelle. Cet héritage idéaliste de la pensée rousseauiste est implicitement présent dans les définitions du leadership positif compris comme « patrons de comportements positifs » émis par le leader ». Ainsi, construire son propre récit introspectif pour dévoiler son identité est une démarche qui demeure soumise au biais idéaliste préjugeant la « bonté » du leader du fait de son authenticité. Le récit construit peut alors prendre la forme d’une grande autojustification, où chaque décision prise dans une attitude sincère est retenue comme la décision « qu’il fallait absolument prendre » et intégrée au récit « cohérent » de la vie du leader. Or, les contradictions vécues par le leader remettent en cause le préjugé d’un « bon » leadership immédiatement associé à l’authenticité de la démarche. Pour certains, il semble impossible d’arriver pleinement à être authentique pour satisfaire aux exigences de l’entreprise. La perspective morale « positive » exigée de la part du leader authentique devient alors une puissante source d’ambiguïtés et de confusions, l’empêchant d’être réellement authentique, et allant même jusqu’au développement d’une « pseudo-image de soi ». Le fait de revendiquer une authenticité de manière inadéquate peut alors mener, selon certains auteurs, à une destruction de l’organisation, où le fait de ne devoir être « que » soi-même ne permet pas une bonne capacité d’adaptation en réalité.
C’est pourquoi, Ibarra H. préconise de développer une authenticité adaptable, dépendant de la situation donnée, confrontée au réel.

### Singularité de l’approche praticienne
Devant ces allers-retours entre critiques et recherches de définition qui ont pu être mis en valeur précédemment, il est important de se pencher sur la particularité des praticiens au sein de ce courant de recherche. En effet, la recherche universitaire s’est concentrée sur les définitions qui sont nécessaires pour étudier le concept de leadership authentique. On remarque que le fait de définir le leadership authentique est déjà source de dispute sur la signification des termes et sur le fait même de chercher à caractériser le concept.
Il est donc intéressant de se plonger derrière l’approche singulière du leadership authentique, de cette notion développée et transmise au sein de cabinets de praticiens en leadership.